# Little Oral Annie
| Little Oral Annie                         | Little Oral Annie                         |
| Kattints az alábbi külső linkek egyikére! | Kattints az alábbi külső linkek egyikére! |
| ----------------------------------------- | ----------------------------------------- |
| Nem található szabad kép.(?)              |                                           |
| külső link · jogvédett                    | Képe a Pornstar Classics honlapon         |

Little Oral Annie (született Andrea Parducci) (Los Angeles, Kalifornia, 1960. január 13. –) amerikai pornószínésznő, fotómodell, sztriptíz-táncosnő. 1980–87 között pályájának 7 éve alatt mintegy 42 nagy pornófilmben és számtalan rövidfilmben szerepelt, ezek legalább 80 különböző cím alatt kerültek forgalomba.

## Pályafutása
Andrea Parducci Los Angelesben született. Nagyszülei alapították a jónevű, ma is működő Parducci Wine Corporation nevű bortermelő gazdaságot (a délkelet-kaliforniai Ukiah városban). Andrea Parducci 1977-ben érettségizett a Los Angeles-i Pacific Palisades High School-ban.
A dúskeblű, középmagas (165 cm) lány két évig fotómodellként és táncosnőként dolgozott, aztán 1979-ben, 19 éves korában belecsapott a pornográf filmezésbe. A pornó aranykorában vált híressé. Első zsengéi után az 1980-ban bemutatott Sexboat (Szexhajó) egyik mellékszerepében mutatta be különleges képességeit. A bemutatott mélytorok-technika révén, egy csapásra ismertté vált. Ezt először 1972-ben mutatta be a szex-legendává vált Linda Lovelace, a Mély torok (Deep Throat) c. film női főszereplője. Andrea Parducci az ő nyomdokán haladva, orális művészetével nyűgözte le (elsősorban férfi) nézőinek figyelmét. A Sexboat után sorozatban kapta a szerepeket. A Swedish Erotica sorozat számos darabjában szerepelt, minden filmjében nagy hangsúlyt kapott sajátos tehetsége. Az 1980-as években a pornó műfaj első vonalában, a legnevesebb rendezőkkel és stúdiókkal dolgozott. Fotói sűrűn megjelentek szexmagazinok (Score, Juggs, High Society és Cheri) oldalain.
Jeleneteit szenvedéllyel, de könnyed természetességgel mutatta be, leszbikus szerepeit is nagy átéléssel játszotta. Leghíresebb filmjei, ahol főszerepet alakított: a Joseph W. Sarno által rendezett 1985-ös Little Oral Annie Takes Manhattan, amelyben önmagát alakítja, Taija Rae és Carol Cross partnereként, valamint Michael Phillips Hard to Swallow c. videófilmje (1985), ahol John Leslie-vel és Erica Boyer-val forgatott. Charles De Santos 1986-os Passion Pit c. filmjének kezdő jelenetét Annie a különleges méretű férfiúságával „előálló” John Holmes-szal közösen mutatta be, a „szokásos méretű fiúkat” Stacey Donovanra és az éppen csak nagykorúvá lett Traci Lordsra hagyva. A különleges párost 2005-ben Amber Lynn beválogatta a legjobb szexfilm-jelenetek közé (Best of Amber Lynn 2005)
Pályájának kevésbé ismert szeglete: Szerepeket vállalt sok szex-fétisista rövidfilmben, domináló és alávetett szerepekben egyaránt. Közreműködött szex-birkózós és meztelen verekedős (catfighting) rendezvényeken és filmekben, a Triumph Studios és Curtis DuPont filmgyártókkal.
Little Oral Annie viszonylag korán, 1987-ben, már 27 évesen felhagyott a pornófilmezéssel. Korábban felvett jeleneteit videó-változatban és „Best of...” összeállításokban ma is forgalmazzák. Az legutóbbi film, amelyen Annie látható, az 1998-ban bemutatott Screen Test 98, de ebben is csak korábban felvett jelenetek felújításai láthatók. Az utolsó pornófilm, amelyben személyesen részt vett, az 1989-ben bemutatott Nasty Nights volt, Tracey Adams, Barbara Dare és Stacey Donovan társaságában.
Férje Buddy Owen zenész volt a férfi 2020-as haláláig, 2 gyermekük van, a kaliforniai San Gregorióban éltek. Később felvettem az Annie Owen Densmore nevet, 2010-ben már ezen a néven tanított. 2022-ben zenész fiával, Tony Owennel közösen hozták létre az Eve, An Opera című előadást, aminek története részben Annie saját élményeiből táplálkozik. A korábban Bach’s Daughter munkanéven futó Eve-et 2022. október 28-án mutatták be a San Franciscó-i The Palace of Fine Arts Theatreben.

## Művészneve
Karrierjének kezdetén több művésznevet használt, amelyek eredeti nevére utaltak (Annie). „Beszélő” művésznevét a hírnevét megalapozó specialitása után vette fel. Tökélyre fejlesztette azt a „mély torok” technikát, amelynek első, világhírre jutott képviselője Annie példaképe, Linda Lovelace volt. Annie kifinomult orális tehetsége az 1980-as évek pornófilmjeinek legendás sztárjává tették. Angol nyelvterületen a „Little Oral Annie” (kb. „szájas kis Annácska”) név az eredeti „Little Orphant Annie”-re, az „árva kis Annácskára” utal, James Whitcomb Riley amerikai költő 1895-ben írt, ma már közismert és népszerű gyermekversének szomorú sorsú kislány-szereplőjére. (A versből „Little Orphan Annie” címmel folytatásos képregény készült. 1918-ban amerikai némafilmet is forgattak a történetből, sőt, az oroszra lefordított versből 1992-ben Oroszországban rajzfilmet készítettek).

## Testi adottságai
Testmagassága 165 cm. Testsúlya (fénykorában) 59 kg.
Testméretei 97D-69-94 cm, szeme barna, haja barna.

## Díjai
- 1985 – XRCO-díj a legjobb orális orgazmus-jelenetért (a Succulent c. filmben, Ron Jeremy-vel közös produkció)[12]

## Filmjei
| Pornófilmek - 1980 – Ultra Flesh (13. „husika”), Andrea Parducci néven - 1980 – Sexboat (női utas), Andrea Parducci néven - 1980 – Judi’s B&D Slave School - 1980 – „F” (komorna), Andrea Parducci néven - 1981 – Woman’s Fantasy - 1981 – Swedish Erotica 41 - 1981 – Swedish Erotica 39 - 1981 – A Nurse with a Curse - 1981 – Aunt Peg Goes Hollywood (Annie) - 1982 – Swedish Erotica 42 - 1982 – I Like to Watch (Kim) - 1983 – Women’s Fantasies - 1983 – The Sadistic Adventures of Annie and Maria - 1983 – Swedish Erotica 53 - 1983 – Succulent - 1984 – New York Vice, video (Rhonda) - 1984 – Girls That Love Girls, videó, név nélkül - 1984 – Fooling Around - 1985 – Young Head Nurses - 1985 – Swedish Erotica 62 - 1985 – Rear Action Girls 2 - 1985 – Once Upon a Madonna - 1985 – Legacy of Lust, video (Cindy), Oral Annie néven - 1985 – Hard to Swallow, video (Linda Inyaface) - 1985 – French Lessons - 1985 – Battle of the Stars 3: Stud Wars - 1985 – 69 Park Avenue, video (1. csaj), Little Oral Anne néven | - 1986 – White Women, video (Szajha) - 1986 – Sweet Summer (Annie), Oral Annie néven - 1986 – Passion Pit (Ilsa) - 1986 – Debbie Goes to College (Nyuszi) - 1986 – Beyond Desire - 1987 – What Ever Turns You On, videó - 1987 – Tales from the Château - 1987 – School Dayze - 1988 – The Screwdriver Saloon, videó - 1988 – Debbie: „Class of 88”, videó (nővér) - 1989 – Nasty Nights, video - 1993 – Best of Anal Annie, videó - 1998 – Screen Test 98 Önmaga - 1984 – Inside Little Oral Annie - 1985 – Little Oral Annie Takes Manhattan - 1989 – The Wacky World of X-Rated Bloopers, video-dokumentumfilm - 1991 – X-Rated Bloppers II, video-dokumentumfilm Archív összeállítások - 1991 – Stars Who Do Deep Throat, videó - 1991 – I Did Them All!,, videó (önmaga) - 1988 – Forbidden Worlds, videó - 1988 – Backdoor Summer, videó (önmaga) - 1987 – Danielle’s Greatest Sex Scenes - 1986 – Girls of Paradise, videó, (önmaga, mint Oral Annie) - 1986 – Best of Big Busty - 1985 – A Night for Legends: First Annual XRCO Adult Film Awards, videó (önmaga) |